# Max Winkler
Max Daniel Winkler (Los Angeles, 18 agosto 1983) è un regista, sceneggiatore e produttore cinematografico statunitense.

## Biografia
Nato a Los Angeles, figlio dell'attore Henry Winkler e di Stacey Furstman. Ha una sorella maggiore di nome Zoe Emily. Da bambino ha un piccolo ruolo nel film Un piedipiatti e mezzo, diretto nel 1993 da suo padre. 
Inizia la sua carriera di regista dirigendo cortometraggi ed episodi di web seri, come Clark and Michael. Nel 2010 dirige il suo primo lungometraggio per il cinema Ceremony, interpretato da Michael Angarano e Uma Thurman. Negli anni successivi si dedica principalmente alla regia televisiva, lavorando per le serie televisive The New Normal, The Grinder, New Girl e Brooklyn Nine-Nine.
Nel 2011 è tra i produttori esecutivi del film di John Stockwell Cat Run. Nel 2013 appare nella quarta stagione della serie televisiva Arrested Development - Ti presento i miei, dove in alcuni flashback interpreta un giovane Barry Zuckerkorn, interpretato in età adulta da suo padre.

## Filmografia parziale

### Regista
- Ceremony (2010)
- Flower (2017)
- Jungleland (2019)